# Complement al Llibre roig
El Complement al Llibre roig és un afegit inacabat inclòs pel psicòleg suís Carl Gustav Jung el 1959 al final del Llibre roig.
Prèviament a la publicació del Llibre roig el 2009, Aniela Jaffé al·ludeix al contingut accessori en l'apèndix a la seua autobiografia Records, somnis, pensaments. Hi assenyala que després d'un cert temps d'intranquil·litat Jung va reprendre el Rote Buch a la tardor del 1959. Volia acabar un darrer dibuix relacionat amb la mort. No ho dugué a terme, però, i escrigué en substitució un nou diàleg imaginari vinculat a les converses inicials entre Elies, Salomé i la serp, figures de l'inconscient que apareixen al llarg del llibre. També aquesta vegada ho va escriure acuradament amb tinta xinesa negra en escriptura gòtica abreujada.
Com a epíleg va incloure en pàgina única aquest complement inacabat:
| « | 1959. Vaig treballar en aquesta obra durant 16 anys. El meu coneixement de l'alquímia el 1930 m'hi apartà. El principi de la fi arribà el 1928 quan Richard Wilhelm m'envià el text del "Secret de la Flor d'Or", un tractat alquímic. Allí el contingut d'aquest llibre trobà el seu lloc en la realitat i ja no podia seguir treballant-hi més. A l'observador superficial li semblarà una bogeria. Açò també m'hagués ocorregut si no hagués sigut capaç d'absorbir la força abassegadora de l'experiència original. Amb l'ajut de l'alquímia vaig poder, en acabant, organitzar-la en un tot. Sempre vaig saber que aquestes experiències contenien quelcom de preciós i, per tant, no vaig saber sinó posar-les per escrit en un "preciós", és a di, costós llibre, i pintar les imatges que emergiren revivint-ho tot - tan bé com vaig poder. Sabia com de terriblement inadequada era aquesta empresa; malgrat molt de treball, però, i moltes distraccions, hi vaig fer fidel, fins i tot si hi hagués una altra possibilitat mai... | » |

Això apareix a la pàgina 190 del volum cal·ligràfic del Liber Novus. La transcripció fou abandonada se sobte enmig d'una frase de la pàgina 189. Aquest epíleg apareix a la pàgina següent, amb cal·ligrafia normal de Jung. Aquest, també, fou abruptament abandonat enmig d'una frase.